# All Together
Pour plus de détails, voir Fiche technique et Distribution.
All Together est un dessin animé produit par Walt Disney pour l'Office national du film du Canada, sorti le 13 janvier 1942. C'est un film de propagande pour l'achat des bons pour soutenir l'effort de guerre où apparaissent presque tous les personnages de Disney, dont Mickey Mouse.

## Synopsis
Les personnages de Disney défilent en parade pour demander la souscription de bons pour soutenir l'effort de guerre.

## Fiche technique
- Titre : All Together
- Réalisateur : Jack King
- Voix : Walt Disney (Mickey), Clarence Nash (Donald)
- Producteur : Walt Disney
- Distributeur : Office national du film du Canada
- Date de sortie : 13 janvier 1942
- Format d'image : couleur
- Son : Mono RCA Photophone
- Durée : 3 min
- Pays :  États-Unis/ Canada

## Commentaires
Le film reprend le principe des parades de personnages déjà utilisé dans la Parade des nommés aux Oscars 1932 et Standard Parade (1939).